# Esmeralda Mallada

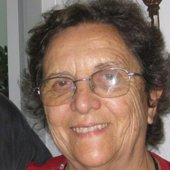
Esmeralda Mallada (2017)

Esmeralda Herminia Mallada Invernizzi (* 10. Januar 1937 in Montevideo; † 12. September 2023) war eine uruguayische Astronomin. Für ihre wissenschaftlichen Verdienste wurde der Asteroid 16277 Mallada nach ihr benannt.

## Biographie
Esmeralda Invernizzi kam 1937 in Montevideo zur Welt. 1952 war sie eine der Gründerinnen der Asociación de Aficionados a la Astronomía [Assoziation der Amateurastronomen] Uruguays. Später studierte sie Kosmografie bei Alberto Pochintesta an der Fakultät für Ingenieurwissenschaften der Universidad de la República in Montevideo. Sie erwarb die Lehrbefähigung für Kosmographie und Mathematik für den Sekundarbereich im Alter von 21 Jahren und war bis zu ihrer Pensionierung als Lehrerin tätig. Sie betätigte sich in Forschung und Lehre als Amateurastronomin.
Nach ihrer Pensionierung als Lehrer absolvierte sie ein Astronomiestudium, das sie mit dem Lizenziat für Astronomie abschloss. Sie unterrichtete in der Folge an der Abteilung für Astronomie der naturwissenschaftlichen Fakultät der Universität der Republik, brachte hier ihre Lehrerfahrung ein und beteiligte sich an Forschungsprojekten.

## Ehrungen
- 2015 Ehrenpräsidentschaft der Asociación de Aficionados a la Astronomía (AAA) Uruguay[4]
- 2015 Benennung von 16277 Mallada, einem Asteroid, der seine Bahn zwischen Mars und Jupiter zieht, durch das Minor Planet Center der International Astronomical Union[1][5][6][7]

## Privates
Sie war mit Héctor de Bethencourt verheiratet und hatte zwei Söhne.

## Veröffentlichungen
- mit Julio A. Fernández: „Dynamical Evolution of Wide Binaries“, Revista Mexicana de Astronomía y Astrofísica 11, Januar 2001
- mit Julio A. Fernández: „Distribution of Binding Energies in Wide Binaries“, November 1996
- mit Julio A. Fernández: „Potential sources of terrestrial water close to Jupiter“, 2004, ISBN 85-17-00012-9